# Філіп Габбл
Філіп Габбл  (англ. Philip Hubble, 19 липня 1960) — британський плавець, олімпійський медаліст.

## Виступи на Олімпіадах
| Олімпіада         | Дисципліна                        | Місце     |
| ----------------- | --------------------------------- | --------- |
| Москва 1980       | естафета 4 × 200 вільним стилем   | 6         |
| Москва 1980       | плавання на 100 метрів, батерфляй | 6 h1 r2/3 |
| Москва 1980       | плавання на 200 метрів, батерфляй | 2         |
| Лос-Анджелес 1984 | плавання на 200 метрів, батерфляй | 16        |